# Закон на Сей
Закон на Сей или закон за пазара е икономически принцип на класическата икономика, носещ името на френския бизнесмен и икономист Жан-Батист Сей (1767–1832), с който се формулира макроикономическото равновесие. Според него в условията на икономика с гъвкави цени съвкупното търсене автоматически поглъща целия обем на продукцията, произведена със съществуващата технология и ресурси. Буквалната му формулировка е, че „продуктите се заплащат с продукти“ и че „пресищане на пазара може да се получи, само когато твърде много средства за производство се приложат върху един тип продукт, а не върху друг“. Според Сей рационалният бизнесмен никога не би спестявал, той незабавно би изхарчвал всички приходи, „тъй като стойността на парите е също така нетрайна“. Друга формулировка гласи, че предлагането създава свое собствено търсене, т.е. всеки производител предлага определена стока, за да спечели от нейната реализация и с тях да си купи друга необходима стока. Оттук изводът, че всяка продажба е покупка и обратно; поради това съвкупното търсене винаги е равно на съвкупното предлагане.
Законът на Сей като цяло е бил в сила през 19 век, макар и видоизменен, за да включи идеята за цикъл на бум и спад, който се счита за естествен и неизбежен. По време на световната депресия през първата половина на 20 век и особено на Голямата депресия в Америка, възниква нова икономическа школа, която оспорва заключенията на Сей – кейнсианството. Дебатът между класическата икономика и кейнсианската икономика продължава и днес. 
Както посочва Фернан Бродел, всъщност Сей е толкова автор на Закона на Сей, колкото Томас Грешман на Закона на Грешман, но името изглежда се е запечатало и популяризирало в икономическите теории, наложили се по време на Индустриалната революция.